# Динатриев оксид
Динатриевият оксид (също натриев оксид, формула: Na2О) е химично съединение, основен оксид на натрия. При разтварянето му във вода се получава натриева основа. Динатриевият оксид е бяло, хигроскопично кристално вещество с плътност 2,27 g/cm3 и температура на топене от 920 °C. При 1275 °C сублимира. Получава се при изгаряне на метален Na в сух въздух или при нагряване на динатриев пероксид с метален Na:
{\displaystyle {\ce {Na2O2 + 2Na -> 2Na2O}}}
Използва се в химическата практика като кондензационно средство. Динатриевият оксид взаимодейства с киселинни оксиди, киселини и вода:
{\displaystyle {\ce {Na2O + H2O -> 2NaOH}}}
{\displaystyle {\ce {Na2O + 2HCl -> 2NaCl + H2O}}}
{\displaystyle {\ce {Na2O + Cl2O7 -> 2NaClO4}}}